# Palavakkam
Palavakkam è una suddivisione dell'India, classificata come census town, di 14.369 abitanti, situata nel distretto di Kanchipuram, nello stato federato del Tamil Nadu. In base al numero di abitanti la città rientra nella classe IV (da 10.000 a 19.999 persone).

## Geografia fisica
La città è situata a 12° 57' 46 N e 80° 15' 28 E.

## Società

### Evoluzione demografica
Al censimento del 2001 la popolazione di Palavakkam assommava a 14.369 persone, delle quali 7.369 maschi e 7.000 femmine. I bambini di età inferiore o uguale ai sei anni assommavano a 1.658, dei quali 870 maschi e 788 femmine. Infine, coloro che erano in grado di saper almeno leggere e scrivere erano 10.574, dei quali 5.781 maschi e 4.793 femmine.